# Пандольфини, Брюс
Брюс Пандольфини (англ. Bruce Pandolfini; род. 17 сентября 1947; Лейквуд, Нью-Джерси, США) — американский шахматист, писатель и тренер. В США считается одним из самых опытных шахматных тренеров — до лета 2015 количество проведенных им индивидуальных и групповых занятий с учащимися превысила 25 тысяч. Был первым учителем Джошуа Вайцкина. Выступил в качестве консультанта при создании книги «Ход королевы» и одноименного сериала производства Netflix.